# Plácido Fernández Pita
Plácido Fernández Pita (Ferrol, 1917-Madrid, 1934) fue estudiante español. Falleció en Madrid a los 16 años durante un tiroteo en la madrileña Puerta del Sol el 22 de abril de 1934.

##### Acto en El Escorial
El 22 de abril de 1934 la Juventud de Acción Popular organizó un acto de concentración en las proximidades del Monasterio de El Escorial. El sindicato CNT convocó una huelga general en la provincia de Madrid para ese día. El acto, que congregó a alrededor de 20 000 asistentes, llegó a ser calificado por José Antonio Primo de Rivera como un «espectáculo fascista». Según la prensa, los jóvenes portaban grandes banderas con lazos negros en señal de luto por su compañero Rafael Roca Ortega. Tras una misa de campaña en la explanada del monasterio el presidente de la Juventud madrileña José María Valiente dio lectura a una lista de 13 afiliados muertos a consecuencia de agresiones. Luego se aprobó el Reglamento de la formación, donde se mostraba una abierta simpatía hacia el antiparlamentarismo y la "democracia orgánica", y conteniendo asertos como el famoso «los jefes nunca se equivocan». Por último habló José María Gil-Robles, quien eligió a un conocido oficial de la Guardia Civil, Lisardo Doval, para que dirigiera el adiestramiento militar de los escuadrones de las JAP. Esa tarde, a las 18:00 horas, en la Puerta del Sol fueron tiroteados desde un tejado los guardias de Seguridad y Asalto que vigilaban el Ministerio de Gobernación. Los agentes repelieron la agresión. Se oyeron más de 200 disparos. Como consecuencia, resultó muerto un joven llamado Plácido Fernández Pita y hubo dos heridos graves.